# Bjælkebro
En bjælkebro er en bro som består af bjælker, som hviler på piller.
Dette er den enkleste og ældste brotype og også den billigste at bygge og den almindeligste brotype for broer med mindre spændvidder. En moderne bjælkebro bygges i armeret beton, spændbeton eller stål. Tidligere byggede man også i træ. Afstanden mellem støttepillerne kan være op til 300 m.
Mange broer har bjælketværsnit på tilkørselsbroerne på land og fortsætter med et hovedspænd udformet som en hængebro, buebro eller forskellige andre varianter.
| Bygning eller seværdighed | Spire Denne artikel om en bygning, et bygningsværk eller en seværdighed er en spire som bør udbygges. Du er velkommen til at hjælpe Wikipedia ved at udvide den. |